# شرط‌بندی بزرگ
شرط‌بندی بزرگ (کره‌ای: 카지노) یک مجموعهٔ تلویزیونی کره جنوبی سال ۲۰۲۲ به کارگردانی کانگ یون سونگ و با بازی چوی مین شیک، سون سوک کو و لی دونگ هوی است. این مجموعه حول محور شخصیتی افسانه‌ای در دنیای کازینو کشور فیلیپین می‌چرخد. فصل اول از ۲۱ دسامبر ۲۰۲۲، چهارشنبه‌ها ساعت ۱۴:۰۰ (کی‌اس‌تی) در دیزنی پلاس در مناطق منتخب و در هولو در ایالات متحده آمریکا پخش شد. فصل دوم از ۱۵ فوریه ۲۰۲۳، چهارشنبه‌ها ساعت ۱۴:۰۰ (کی‌اس‌تی) پخش شد.

## بازیگران

### اصلی
- چوی مین شیک در نقش چا مو شیک[۹]
  - لی کیو هیونگ در نقش جوانی چا مو شیک[۱۰]
  - سونگ مین جه در نقش کودکی چا مو شیک
- سون سوک کو در نقش اوه سونگ هون[۵]
- لی دونگ هوی در نقش یانگ جونگ پال[۵]